# Джуді-Джой Девіс
Джудіт Джой Девіс (англ. Judith Joy Davies; 5 червня 1928, Мельбурн — 2016, там само) — австралійська плавчиня та спортивна журналістка. Призерка літніх Олімпійських ігор 1948 року, триразова чемпіонка Ігор Співдружності 1950 року, 17-разова чемпіонка Австралії.

## Біографія
Народилася 5 червня 1928 року у Мельбурні. Стала відомою у 1946 році коли перемогла на національному чемпіонаті з плавання. Девіс перемогла у плаванні на спині на семи поспіль чемпіонатах Австралії з 1946 по 1952 рік. Вона також стала чемпіонкою на дистанції 100 ярдів вільним стилем у 1947 році та 880 ярдів вільним стилем наступного року. На Олімпійських іграх 1948 року Девіс встановила олімпійський рекорд у плаванні на 100 м на спині. Однак у фіналі вона програла данці Карен Гарруп та американці Сюзенн Ціммерман.
У 1950 році Девіс здобула три золоті медалі на Іграх Співдружності в Окленді. Спершу вона перемогла на дистанції 110 ярдів на спині. Далі у команді з Деніз Спенсер, Деніз Нортон та Марджорі Макквейд здобула золото на естафеті 4х110 ярдів вільним стилем. Нарешті, з Марджорі Макквейд і Ненсі Ліон виграла естафету 3х110 ярдів комплексом.
На літніх Олімпійських іграх 1952 року в Гельсінкі Джуді-Джой Девіс змагалася на дистанції 400 м вільним стилем, але зайняла лише 9 місце.
Після завершення спортивної кар'єри працювала спортивною журналісткою у газетах Мельбурна «The Argus» та «The Sun-News Pictorial». У 2011 році введена у Спортивну залу слави Австралії.
Померла 27 березня 2016 року у віці 87 років.